# Kelyn Rowe
Pour les articles homonymes, voir Rowe.
Kelyn Rowe, est un joueur international américain de soccer, né le 2 décembre 1991 à Federal Way dans l'État de Washington. Il joue au poste d'attaquant.

## Biographie

### Carrière en club
Kelyn Rowe fait forte impression en NCAA dès sa première saison avec les Bruins d'UCLA. Le jeune milieu offensif est nommé Freshman Player of the Year de la Pacific-12 Conference en 2010. À l'intersaison, il est mis à l'essai par le FC Cologne en Allemagne.
Il est de retour en Californie pour sa saison sophomore lors de laquelle il améliore encore ses performances. Les Bruins atteignent les demi-finales nationales et Rowe est élu meilleur joueur de sa conférence.
Il décide alors d'anticiper son passage en pro et signe un contrat Génération Adidas avec la MLS. Il est repêché en troisième position de la MLS SuperDraft 2012 par le Revolution de la Nouvelle-Angleterre.
Le 18 décembre 2018, il est recruté par les Rapids du Colorado, qui l'échangent immédiatement contre Diego Rubio et Rowe signe alors avec le Sporting de Kansas City, qui encaisse aussi 300 000 dollars lors de la transaction.
Son passage à Kansas City est plutôt difficile alors que son équipe peine à s'imposer. Ceci l'amène à être de nouveau échangé, le 7 août 2019, dernière journée du marché des transferts en MLS, au Real Salt Lake.
Non conservé par la franchise de l'Utah en fin de saison 2019, il fait un retour au Revolution de la Nouvelle-Angleterre le 4 décembre 2019. Un an plus tard, il se retrouve agent libre quand le Revolution ne lui accorde pas un contrat pour la saison 2021 et il s'engage par la suite avec les Sounders de Seattle.

## Palmarès
Avec la sélection américaine, il remporte la Gold Cup en 2017. Avec le Revolution de la Nouvelle-Angleterre, il atteint la finale de la Coupe MLS en 2014 ainsi que la Lamar Hunt US Open Cup en 2016, son équipe s'inclinant lors des deux rencontres.